# Phytalmia megalotis
Phytalmia megalotis är en tvåvingeart som beskrevs av Gerstaecker 1860. Phytalmia megalotis ingår i släktet Phytalmia och familjen borrflugor. Inga underarter finns listade i Catalogue of Life.